# Zewditu I av Etiopien
Zewditu I av Etiopien (ge'ez: ዘውዲቱ. Även Zeoditu, Zawditu eller Zauditu), född den 29 april 1876 nära Harar, död den 2 april 1930, var Etiopiens regerande kejsarinna från den 27 september 1916 till sin död.  Hennes officiella titel var Negiste Negest, ”konungarnas drottning”. I Europa kallades hon förr ibland Judit.
Hennes ursprungliga namn var Askala Maryam. Hon föddes som de äldsta barnet till kungen över Shewa, ett av kungadömena i kejsarriket Etiopien. Hennes far Sahle Maryam kom senare att bli känd som kejsare Menelek II. Hennes mor var Weyziro Abechi. Hon kom att bli främst känd för sin religiositet och sin opposition mot Haile Selassies reformer. 